# Jan Perszon
Jan Franciszek Perszon (ur. 22 sierpnia 1958 w Wejherowie) – polski duchowny rzymskokatolicki, profesor nauk teologicznych, teolog, specjalizujący się w teologii fundamentalnej, religiologii i misjologii. 

## Życiorys
Urodził się w kaszubskiej rodzinie mistrza murarskiego i gospodyni domowej, jako ich pierworodny syn. Uczęszczał do szkoły podstawowej w Luzinie, a następnie do Liceum Zawodowego przy Zespole Szkół Chłodniczych w Gdyni. Po jego ukończeniu w 1977 roku wstąpił do Wyższego Seminarium Duchownego w Pelplinie. W 1983 roku przyjął święcenia kapłańskie. Studiował też na Katolickim Uniwersytecie Lubelskim. W latach 1983–1987 był wikarym w parafii Najświętszej Maryi Panny Matki Kościoła w Tczewie.   
Od 1987 do 1990 odbywał studia doktoranckie w Instytucie Teologii Fundamentalnej KUL. Stopień doktora nauk teologicznych uzyskał w 1990 roku. Tematem rozprawy doktorskiej były Wierzenia, zwyczaje i obrzędy doroczne w regionie wejherowskim, a promotorem Henryk Zimoń.  
W latach 1990–2000 był delegatem Rektora KUL ds. kontaktów z Polonią w USA i Kanadzie. Od 1992 roku wykładał Teologię Fundamentalną w Gdańskim Seminarium Duchownym. W 1997 został asystentem w Katedrze Chrystologii KUL. W 2000 uzyskał stopień doktora habilitowanego nauk teologicznych w zakresie teologii fundamentalnej na podstawie rozprawy Na brzegu życia i śmierci. Zwyczaje, obrzędy oraz wierzenia pogrzebowe i zaduszkowe na Kaszubach. Od 2000 do 2005 roku był proboszczem w parafii Świętych Apostołów Piotra i Pawła w Pucku.
W 2001 zatrudnił się na Uniwersytecie Mikołaja Kopernika w Toruniu, gdzie objął stanowisko kierownika Zakładu Teologii Fundamentalnej i Religiologii przekształconego w 2014 r. w Katedrę Teologii Fundamentalnej i Dogmatycznej (od 2019 r. Katedrę Teologii Systematycznej). W latach 2005–2012 pełnił funkcję dziekana Wydziału Teologicznego.
W 2004 roku otrzymał stanowisko profesora UMK, a we wrześniu 2011 tytuł profesora nauk teologicznych. 
W kadencji 2011-2015 członek Komitetu Nauk Teologicznych Polskiej Akademii Nauk. Został członkiem Centralnej Komisji do Spraw Stopni i Tytułów. W 2016 ponownie wszedł w skład tego gremium na kadencję 2017–2020. W 2019 i 2024 był wybierany w skład Rady Doskonałości Naukowej odpowiednio I kadencji i II kadencji.
Prowadził szeroką działalność społeczną, związaną z popularyzacją języka i kultury kaszubskiej. Był jednym z organizatorów kaszubskich pielgrzymek na Jasną Górę. Wygłaszał też kazania w języku kaszubskim. Za działalność w tym obszarze został uhonorowany Medalem Stolema (1993) oraz Tabakierą Abrahama (2003).

## Wybrane publikacje
- Na brzegu życia i śmierci. Zwyczaje, obrzędy oraz wierzenia pogrzebowe i zaduszkowe na Kaszubach (1999, ISBN 83-87703-44-3)[12]
- Źródła duchowości Europy. Święta Elżbieta - świadectwo miłości miłosiernej (2008, red. ISBN 978-83-231-2338-5)[13]
- Ecclesia de oratione vivit. Kościół rodzi się na modlitwie (2009, redakcja ISBN 978-83-231-2403-0)[14]
- Ecclesia semper reformanda? kolegialność Kościoła w posoborowej eklezjologii amerykańskiej (2009, ISBN 978-83-231-2444-3)[15]
- Od Bałtyku po gór szczyty... XXV Jubileuszowa Kaszubska Piesza Pielgrzymka, Hel - Jasna Góra - Giewont, 25 lipca - 20 sierpnia 2006 (2009, redakcja, ISBN 978-83-89568-45-8)[16]
- Biblia w teologii fundamentalnej (2010, redakcja, ISBN 978-83-231-2476-4)[17]